# 斯蒂芬·摩爾
斯蒂芬·摩爾（英語：Stephen Moore；1983年1月20日—）是一位澳大利亞橄欖球運動員。他是澳大利亞國家橄欖球隊的一員，并且为球队队长。代表澳大利亞參加了2015年世界盃橄欖球賽。